# Berdsk
Berdsk (russo: Бердск) é uma cidade localizada no óblast de Novosibirsk, Rússia. Está situada às margens do rio Berd (afluente do Reservatório de Novosibirsk), cerca de 35 km a sul de Novosibirsk. Sua população é de 95 800 habitantes (2009). 
Berdsk foi fundada como um forte em 1716. Berdsk é a segunda maior cidade do Novosibirsk (oblast).
Coordenadas: 54º 45' N, 83º 06' E.

## Clima
A cidade de Berdsk estando localizada no interior da Siberia, possui invernos rigorosos, verões amenos e breves primaveras e outonos.
As temperaturas no verão variam entre os 18º e os 19°C, enquanto no inverno as temperaturas baixam até aos -20°C. A média anual é de aproximadamente 0,1°C.
A precipitação é estável, tendendo a ser maior no verão e menor no inverno.
A média anual de chuva é de 380-410 mm.

## Demografia

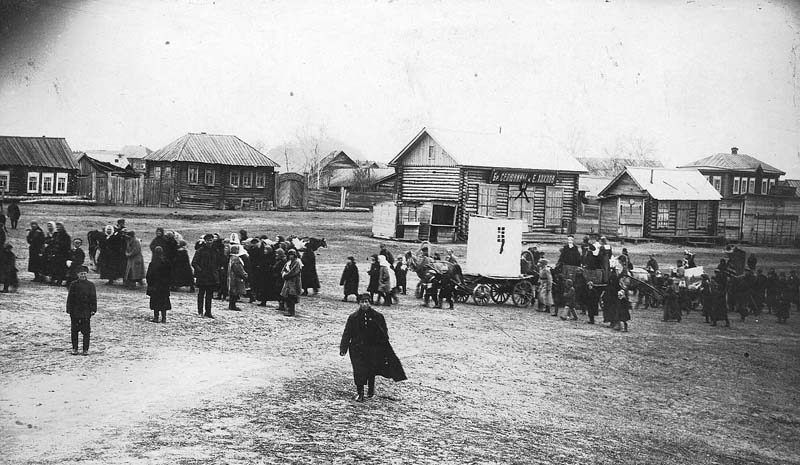
Berdsk em 1920.

A evolução demográfica entre 1914 a 2005:
| Ano  | População | Ano  | População |
| ---- | --------- | ---- | --------- |
| 1914 | 6 000     | 1982 | 68 000    |
| 1925 | 4 544     | 1986 | 76 000    |
| 1930 | 5 751     | 1989 | 79 200    |
| 1939 | 11 000    | 1992 | 81 200    |
| 1959 | 29 000    | 1996 | 85 600    |
| 1967 | 45 000    | 1998 | 85 800    |
| 1970 | 53 200    | 2000 | 86 600    |
| 1973 | 58 000    | 2001 | 87 300    |
| 1976 | 63 000    | 2003 | 88 400    |
| 1979 | 67 300    | 2005 | 90 700    |